# Lestre

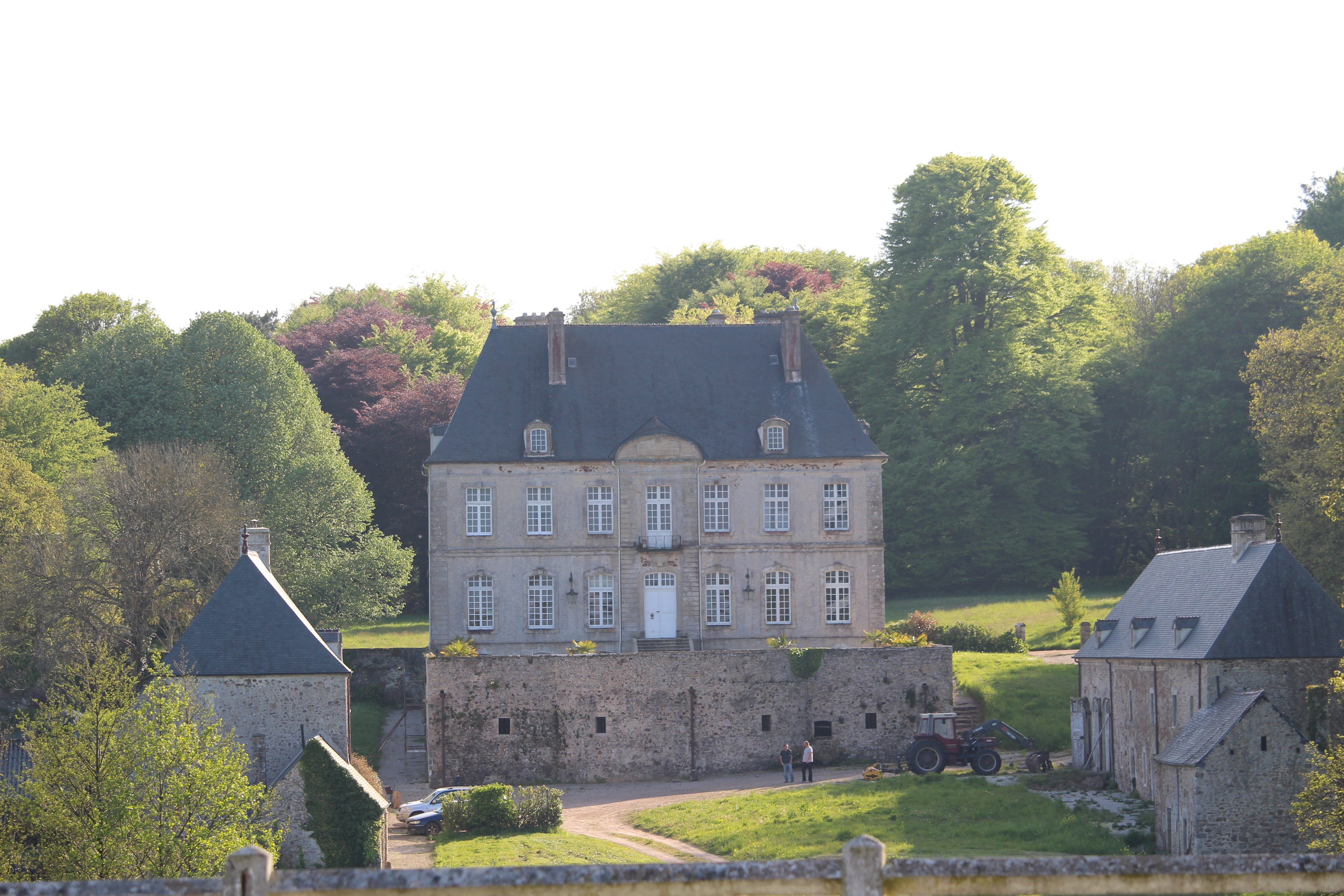
Kasteel

Lestre is een gemeente in het Franse departement Manche (regio Normandië) en telt 224 inwoners (1999). De plaats maakt deel uit van het arrondissement Cherbourg-Octeville.

## Geografie
De oppervlakte van Lestre bedraagt 7,5 km², de bevolkingsdichtheid is 29,9 inwoners per km².
De onderstaande kaart toont de ligging van Lestre met de belangrijkste infrastructuur en aangrenzende gemeenten.

## Demografie
Onderstaande figuur toont het verloop van het inwonertal (bron: INSEE-tellingen).

1. ↑  Populations de référence 2022.